# Институти на БАН
Институтите на БАН към 2010 г.

## Информационни и комуникационни науки и технологии
- Институт по математика и информатика
- Институт по механика (на базата на вливане в него на Централна лаборатория по физико-химична механика)
- Институт по системно инженерство и роботика (чрез сливане на досегашните Институт по управление и системни изследвания и Централна лаборатория по мехатроника и приборостроене)
- Институт по информационни и комуникационни технологии (чрез сливане на досегашните три института – Институт по паралелна обработка на информацията, Институт по информационни технологии и Институт по компютърни и комуникационни системи)

## Енергийни ресурси и енергийна ефективност
- Институт по ядрени изследвания и ядрена енергетика
- Институт по електрохимия и енергийни системи (бивш ЦЛЕХИТ)
- Институт по инженерна химия
- Централна лаборатория по слънчева енергия и нови енергийни източници

## Нанонауки, нови материали и технологии
- Институт по физика на твърдото тяло
- Институт по електроника
- Институт по оптически материали и технологии „Академик Йордан Малиновски“ (на базата на сливане на Централна лаборатория по фотопроцеси и Централна лаборатория по оптичен запис и обработка на информацията)
- Институт по минералогия и кристалография „Академик Иван Костов“ (на базата на Централна лаборатория по минералогия и кристалография „Академик Иван Костов“ чрез преименуване)
- Институт по металознание, съоръжения и технологии „Академик Ангел Балевски“ с Център по хидро- и аеродинамика – Варна (на базата на Институт по металознание и Институт по хидро- и аеродинамика – Варна – чрез вливане)
- Институт по обща и неорганична химия
- Институт по органична химия с Център по фитохимия
- Институт по физикохимия „Академик Ростислав Каишев“
- Институт по полимери
- Институт по катализ
- Централна лаборатория по приложна физика – Пловдив

## Биомедицина и качество на живот
- Институт по молекулярна биология „Академик Румен Цанев“
- Институт по невробиология
- Институт по микробиология „Стефан Ангелов“
- Институт по биофизика и биомедицинско инженерство (на базата на сливане на Институт по биофизика и Централна лаборатория по биомедицинско инженерство)
- Институт по биология и имунология на размножаването „Академик Кирил Братанов“
- Институт по експериментална морфология, патология и антропология с музей (чрез сливане на Института по експериментална морфология и антропология с музей и Институт по експериментална патология и паразитология)

## Биоразнообразие, биоресурси и екология
- Институт по биоразнообразие и екосистемни изследвания (чрез сливане на досегашните Институт по зоология, Институт по ботаника и Централна лаборатория по обща екология)
- Институт за гората
- Институт по физиология на растенията и генетика (чрез сливане на досегашните Институт по физиология на растенията и Институт по генетика)
- Национален природонаучен музей

## Климатични промени, рискове и природни ресурси
- Геологически институт „Страшимир Димитров“
- Национален институт по геофизика, геодезия и география (на базата на сливане на Геофизичен институт, Географски институт, Централна лаборатория по висша геодезия и Централна лаборатория по сеизмична механика и сеизмично инженерство – чрез сливане)
- Национален институт по метеорология и хидрология (на базата на предишния Национален институт по метеорология и хидрология и Институт по водни проблеми – чрез вливане)
- Институт по океанология „Професор Фритьоф Нансен“

## Астрономия, космически изследвания и технологии
- Институт по астрономия с Национална астрономическа обсерватория
- Институт за космически и слънчево-земни изследвания (чрез сливане на досегашните Институт за космически изследвания и Институт по слънчево-земни въздействия)

## Културно-историческо наследство и национална идентичност
- Институт за български език
- Институт за литература
- Институт за балканистика с Център по тракология (чрез сливане на Институт по балканистика и Център по тракология)
- Институт за исторически изследвания (чрез преименуване на Институт по история)
- Институт за етнология и фолклористика с Етнографски музей (чрез сливане на Институт за фолклор и Етнографски институт с музей)
- Институт за изследване на изкуствата (чрез вливане на Център по архитектурознание в Институт по изкуствознание)
- Национален археологически институт с музей
- Кирило-Методиевски научен център

## Човек и общество
- Институт за икономически изследвания, бивш Икономически институт [1]
- Институт за държавата и правото (чрез преименуване на досегашния Институт за правни науки)
- Институт за изследване на населението и човека (чрез сливане на досегашните Център за изследване на населението и Институт по психология)
- Институт за изследване на обществата и знанието (чрез сливане на досегашните Институт за философски изследвания, Институт по социология и Център по наукознание и история на науката)